# رافاييل مارتينز
 كليسليدو رافاييل مارتينز دي سوزا لاديسلاو (بالبرتغالية: Clecildo Rafael Martins de Souza Ladislau) (مواليد 17 مارس 1989) هو لاعب كرة قدم برازيلي يجيد اللعب في مركز الهجوم ويلعب أيضًا كجناح هجومي أيمن وجناح هجومي أيسر , ويلعب حاليًا لنادي ليفانتي الإسباني بعد انتهاء إعارته لنادي موريرينسي في 30 يونيو 2016.

## روابط خارجية
- رافاييل مارتينز على موقع قاعدة بيانات كرة القدم.إي يو (الإنجليزية)
- رافاييل مارتينز على موقع Soccerway.com (الإنجليزية)
- رافاييل مارتينز على موقع AS.com (الإسبانية)

- Rafael Martins